# Ialtris parishi
Ialtris parishi là một loài rắn trong họ Rắn nước. Loài này được Cochran mô tả khoa học đầu tiên năm 1932.